# Amphilophus diquis
Espèce
Amphilophus diquis est une espèce de poissons néotropicaux.